# Empedrado (Chile)
Empedrado ist eine Stadt und Gemeinde in der Provinz Talca in der Región del Maule in Chile. Bei der Volkszählung im Jahr 2017 hatte sie 4142 Einwohner. Die Gemeinde erstreckt sich über eine Fläche von 564,9 km².

## Geschichte
Im Jahr 1782 wurde die Siedlung San José de Cuyuname an dem Ort gegründet, an dem sich heute das Dorf befindet. Die Gemeinde wurde am 24. Februar 1835 gegründet. Im selben Jahr wurde infolge eines Erdbebens die Errichtung einer Pfarrei an diesem Ort genehmigt, und der Ort erhielt den heutigen Namen Empedrado. 1891 wurde die Municipalidad (Gemeindeverwaltung) dieser Gemeinde geschaffen.
Im Januar und Februar 2017 kam es in mehreren Gebieten der Zona Central und Zona Sur zu Waldbränden, mit besonderer Intensität in den Regionen OʼHiggins, Maule und Biobío. Das Feuer mit dem Namen „Las Máquinas“ betraf die Gemeinden Empedrado, Constitución und Cauquenes in der Region Maule. Es gilt als der größte jemals in der Geschichte Chiles registrierte Brand, mit 183.946 Hektar verbrannter Fläche. Er begann am 20. Januar 2017, 12 Kilometer nördlich der Stadt Cauquenes.

## Bevölkerung
Laut der Volkszählung des Nationalen Statistikinstituts von 2002 hatte Empedrado 4225 Einwohner (2222 Männer und 2003 Frauen). Davon lebten 2499 (59,1 %) in städtischen Gebieten und 1726 (40,9 %) auf dem Land. Zwischen den Volkszählungen von 1992 und 2002 sank die Bevölkerung um 7,2 % (329 Personen). Im Jahr 2017 zählte man 4142 Personen.